# العلاقات الأذربيجانية القطرية
العلاقات الأذربيجانية القطرية هي العلاقات الثنائية التي تجمع بين أذربيجان وقطر.

## مقارنة بين البلدين
هذه مقارنة عامة ومرجعية للدولتين:
| وجه المقارنة                                              | أذربيجان        | قطر           |
| --------------------------------------------------------- | --------------- | ------------- |
| المساحة (كم2)                                             | 86.60 ألف       | 11.44 ألف     |
| عدد السكان (نسمة)                                         | 10.00 مليون     | 2.64 مليون    |
| الكثافة السكانية (ن./كم²)                                 | 115.47          | 230.77        |
| العاصمة                                                   | باكو            | الدوحة        |
| اللغة الرسمية                                             | اللغة الأذرية   | اللغة العربية |
| العملة                                                    | مانات أذربيجاني | ريال قطري     |
| الناتج المحلي الإجمالي (بليون دولار)                      | 40.75 مليار     | 167.61 مليار  |
| الناتج المحلي الإجمالي (تعادل القوة الشرائية) بليون دولار | 171.56 مليار    | 316.40 مليار  |
| الناتج المحلي الإجمالي الاسمي للفرد دولار أمريكي          | 5.50 ألف        | 73.65 ألف     |
| الناتج المحلي الإجمالي للفرد دولار أمريكي                 | 17.52 ألف       | 141.54 ألف    |
| مؤشر التنمية البشرية                                      | 0.751           | 0.850         |
| رمز المكالمات الدولي                                      | +994            | +974          |
| رمز الإنترنت                                              | .az             | .qa           |
| المنطقة الزمنية                                           | ت ع م+04:00     | ت ع م+03:00   |

## منظمات دولية مشتركة
يشترك البلدان في عضوية مجموعة من المنظمات الدولية، منها:
| علم المنظمة | اسم المنظمة                               | تاريخ انضمام أذربيجان | تاريخ انضمام قطر |
| ----------- | ----------------------------------------- | --------------------- | ---------------- |
|             | منظمة التعاون الإسلامي                    | 1991                  | ?                |
|             | الاتحاد البريدي العالمي                   | ?                     | ?                |
|             | يونسكو                                    | 3 يونيو 1992          | 27 يناير 1972    |
|             | البنك الدولي للإنشاء والتعمير             | 18 سبتمبر 1992        | 25 سبتمبر 1972   |
|             | وكالة ضمان الاستثمار متعدد الأطراف        | 23 سبتمبر 1992        | 22 أكتوبر 1996   |
|             | الاتحاد الدولي للاتصالات                  | 10 أبريل 1992         | 27 مارس 1973     |
|             | منظمة الشرطة الجنائية الدولية             | ?                     | ?                |
|             | مؤسسة التمويل الدولية                     | 11 أكتوبر 1995        | 11 أكتوبر 2008   |
|             | الأمم المتحدة                             | 2 مارس 1992           | 21 سبتمبر 1971   |
|             | منظمة حظر الأسلحة الكيميائية              | ?                     | ?                |
|             | المركز الدولي لتسوية المنازعات الاستشارية | 18 أكتوبر 1992        | 20 يناير 2011    |

## وصلات خارجية
- موقع وزارة الخارجية الأذربيجانية
- موقع وزارة الخارجية القطرية